# Jimmy Eat World
A Jimmy Eat World egy amerikai együttes, amelyet 1993-ban alapított Jim Adkins, Tom Linton, Mitch Porter és Zach Lind. 1995-ben Portert Rick Burch váltotta, a felállás azóta is változatlan.

## Tagok

### Jelenlegi felállás
- Jim Adkins - ének, gitár
- Tom Linton - ének (későbbi albumokon csak háttérvokál), gitár
- Rick Burch - basszusgitár
- Zach Lind - dob, ütősök

### Régebbi tagok
- Mitch Porter - basszusgitár

## Diszkográfia
Stúdió albumok
- 1994 - Jimmy Eat World
- 1996 - Static Prevails
- 1999 - Clarity
- 2001 - Bleed American (Jimmy Eat World-re átnevezve a 2001. szeptember 11-ei terrortámadás után)
- 2004 - Futures
- 2007 - Chase This Light
- 2010 - Invented
- 2013 - Damage
- 2016 - Integrity Blues
- 2019 - Surviving